# DIOC A1 und A2
Die norwegische Dampflokomotivbaureihe DIOC A1 und A2 wurde 1902 als Satteltanklokomotive von Robert Stephenson in Newcastle upon Tyne, England mit den Fabriknummern 3004 und 3005 für die Dunderland Iron Ore Company (DIOC) und der von ihr betriebenen Dunderlandsbanen gebaut.
Durch die am 1. Juni 1947 offiziell erfolgte Übernahme der Dunderlandsbane in die Norges Statsbaner (NSB), die staatliche Bahngesellschaft in Norwegen, kamen die Lokomotiven in deren Bestand.

## Einsatz bei Dunderlandsbanen
Die DIOC betrieb bereits ab 1902 ein Inselnetz von ihren Erzgruben im Ranagebiet zum Hafen Gullsmedvik bei Mo i Rana. Durch den Bau der Nordlandsbane wurde die Dunderlandsbane 1942 an das Netz der NSB angeschlossen. Die Bahnstrecke der Dunderlandsbane wurde dabei in die Nordlandsbane integriert.

## Einsatz bei Norges Statsbaner
Die Übernahme der Dunderlandsbane durch NSB erfolgte offiziell am 1. Juni 1947. Am 27. April 1948 wurden die Lokomotiven der Dunderlandsbane in den Nummernplan der NSB integriert. Dabei wurden die zwei Lokomotiven DIOC A1 und A2 der Baureihe NSB Type 53a zugeordnet. Lok 53a 491 (die ursprüngliche DIOC A2) wurde als letzte der Baureihe am 7. November 1955 außer Dienst gestellt und verschrottet.